# إليزابيث كارتر بروكس
إليزابيث كارتر بروكس (بالإنجليزية: Elizabeth Carter Brooks)‏ هي مهندسة معمارية أمريكية، ولدت في 1867 في نيو بدفورد في الولايات المتحدة، وتوفيت في 1951.